# Mikey i ja
Mikey i ja − amerykańska komedia z 1993 roku.

## Fabuła
Michael Chapman jako dziecko był aktorem, teraz razem z bratem prowadzi agencję dla młodych talentów. Zajmuje się uczeniem gry aktorskiej dzieci. Ale agencja nie przynosi dużych zysków, dlatego Michael musi wypromować nową gwiazdę. Znajduje taką - Angie Vega. Tylko jest jeden mały problem: jest ona złodziejką.

## Obsada
- Michael J. Fox − Michael Chapman
- Christina Vidal − Angie Vega
- Nathan Lane − Ed Chapman
- Cyndi Lauper − Geena Briganti
- David Krumholtz − Barry Corman
- David Huddleston − Pan Corcoran
- Victor Garber − Brian Spiro
- Frances Chaney − Pani Cantrell
- Kathryn Grody − Pani Corman
- Mary Alice − Pani Gordon
- Annabelle Gurwitch − Debbie
- Kathleen McNenny − Allison Jones
- Jonathan Charles Kaplan − George
- Christine Baranski − Carol
- Sean Power − Lenny